# Vaste commissie voor Koninkrijksrelaties
De Vaste commissie voor Koninkrijksrelaties is een Nederlandse Tweede Kamercommissie die zich bezighoudt met alle beleidsonderwerpen die verband houden met de samenwerking en de verhoudingen tussen Nederland, Aruba, Curaçao en Sint Maarten. Deze vier landen vormen samen het Koninkrijk der Nederlanden. Belangrijke thema's zijn de overheidsfinanciën van Aruba, de parlementaire controle op de koninkrijksregering en de staatkundige verhoudingen binnen het koninkrijk.
De commissie voert regelmatig overleg met de staatssecretaris van BZK.

## Onderwerpen
Actuele kennisthema's waarmee de commissie zich (in 2019) bezighoudt zijn:
- ontwikkeling van de drie Koninkrijkslanden en de BES-eilanden
- kennisopbouw in het kader van een toekomstvisie voor het Koninkrijk
- de wederopbouw van de Bovenwindse eilanden na de orkaan Irma
- de voortgang van de vestiging van goed bestuur op Sint Eustatius
- de duurzameontwikkelingsdoelstellingen
- de Rijkswet Koninkrijksgeschillen